# Тадазуни
Тадазуни (итал. Tadasuni) — коммуна в Италии, располагается в регионе Сардиния, в провинции Ористано.
Население составляет 179 человек (2008 г.), плотность населения составляет 39 чел./км². Занимает площадь 5 км². Почтовый индекс — 9080. Телефонный код — 0785.
Покровителем коммуны почитается святой Николай Чудотворец, празднование 6 декабря.

## Демография
Динамика населения:

## Администрация коммуны
- Официальный сайт: https://web.archive.org/web/20060507051650/http://www.comunetadasuni.it/